# منبع گرمایی
منبع گرمایی یا منبع حرارتی سیستمی است با ظرفیت گرمایی بالاتر نسبت به سیستم یا محیط مورد بررسی به طوری که می‌توان دمای آن را در تمام مراحل فرایند ثابت در نظر گرفت. منبع گرمایی در تماس با سیستم قرار می‌گیرد و انرژی گرمایی را بدون تغییر دما، تأمین می‌کند. «به عنوان نمونه اگر تکه یخ کوچکی را به دریا بیاندازیم دمای دریا کاسته نمی‌شود، جریان گرمای ناشی از آتش افروخته شده در تفرجگاه هم دمای جو را بالا نمی‌برد.
اقیانوس و جو نمونه‌های تقریبی از جسم ایده‌آلی به نام منبع گرمایی هستند، یک منبع گرمایی جسم پر جرمی است که می‌تواند به میزان نامحدود گرما جذب کرده یا تابش کند بدون آنکه تغییری در دما یا وضعیت ترمودینامیکی آن رخ دهد.»
در آزمایشگاه‌های فیزیک و ترمودینامیک از دستگاهی به نام حمام گرمایی به عنوان منبع گرمایی استفاده می‌شود.